# Iswestija-Pokal 1972
Der Iswestija-Pokal 1972 (russisch Турнир на приз газеты Известия, dt.: Turnier um den Preis der Zeitung „Известия“, dt. Iswestija, d. h. Nachrichten) war die 6. Austragung des internationalen Eishockeyturniers, welches in diesem Jahr anlässlich des 50. Jubiläums der Gründung der Sowjetunion vom 16. bis 23. Dezember 1972 in Moskau stattfand. Neben der sowjetischen nationalen Auswahl nahmen die Nationalmannschaften Finnlands, Schwedens, der Tschechoslowakei und Polens teil.

## Spiele
| 16. Dezember 1972 | Finnland Jukka Alkula (52.) | 1:3 (0:0, 0:1, 1:2) Spielbericht | Schweden Arne Carlsson (33.) Björn Johansson (42.) Karl-Johan Sundqvist (48.) | Sportpalast Luschniki, Moskau Zuschauer: 11.000 |

| 17. Dezember 1972 | UdSSR Wjatscheslaw Anissin (4.) Alexander Malzew (14.) Wladimir Petrow (31.) Alexander Bodunow (36.) Wladimir Petrow (60.) | 5:1 (2:1, 2:0, 1:0) Spielbericht | Polen Mieczysław Jaskierski (16.) | Sportpalast Luschniki, Moskau Zuschauer: 14.000 |

| 18. Dezember 1972 | Tschechoslowakei Jaroslav Pouzar (14.) Jiří Kochta (28). | 2:2 (1:2, 1:0, 0:0) Spielbericht | Schweden Dan Söderström (12.) Ulf Sterner (18). | Sportpalast Luschniki, Moskau Zuschauer: 14.000 |

| 18. Dezember 1972 | UdSSR Waleri Charlamow (3) Wladimir Petrow (2) Alexander Malzew Wladimir Schadrin Waleri Wassiljew Alexander Jakuschew Boris Michailow | 11:3 (6:0, 3:1, 2:2) Spielbericht | Finnland Jorma Vehmanen Matti Murto Timo Turunen | Sportpalast Luschniki, Moskau Zuschauer: 14.000 |

| 19. Dezember 1972 | Finnland Juhani Tamminen (18.) Seppo Suoraniemi (28.) Jukka Alkula (51.) | 3:2 (1:0, 1:1, 1:1) Spielbericht | Polen Robert Góralczyk (38.) Tadeusz Obłój (56.) | ZSKA-Eissportpalast, Moskau Zuschauer: 1.500 |

| 20. Dezember 1972 | Tschechoslowakei Václav Nedomanský (39:56) Richard Farda (54.) Eduard Novák (57.) | 3:0 (0:0, 1:0, 2:0) Spielbericht | Polen | ZSKA-Eissportpalast, Moskau Zuschauer: 2.800 |

| 21. Dezember 1972 | Finnland Jukka Alkula (14.) | 1:1 (1:1, 0:0, 0:0) Spielbericht | Tschechoslowakei Bedřich Brunclík (8.) | Sportpalast Luschniki, Moskau Zuschauer: 13.500 |

| 21. Dezember 1972 | UdSSR Waleri Wassiljew (9.) Alexander Bodunow (14.) Boris Michailow (15.) Boris Michailow (16.) Alexander Malzew (18.) Alexander Malzew (25.) Alexander Malzew (33.) Wladimir Schadrin (42.) Alexander Malzew (47.) Alexander Jakuschew (59.) | 10:2 (5:1, 2:0, 3:1) Spielbericht | Schweden Dan Söderström (14.) Thommy Abrahamsson (54.) | Sportpalast Luschniki, Moskau Zuschauer: 12.500 |

| 22. Dezember 1972 | Schweden Mats Åhlberg (37.) Inge Hammarström (47.) | 2:2 (0:2, 1:0, 1:0) Spielbericht | Polen Wiesław Tokarz (9.) Tadeusz Kacik (14.) | Sportpalast Luschniki, Moskau Zuschauer: 3.500 |

| 23. Dezember 1972 | UdSSR Alexander Gussew (13.) Waleri Charlamow (22.) Alexander Jakuschew (27.) Alexander Jakuschew (30.) Waleri Charlamow (39.) Wjatscheslaw Anissin (47.) Alexander Malzew (49.) Wladimir Petrow (54.) | 8:4 (1:1, 4:3, 3:0) Spielbericht | Tschechoslowakei Jiří Novák (16.) Jaroslav Pouzar (22.) Jiří Kochta (32.) Milan Kužela (40.) | Sportpalast Luschniki, Moskau Zuschauer: 12.500 |

## Abschlusstabelle
| Platz                                                      | Mannschaft       | Spiele | S | U | N | T     | P |
| ---------------------------------------------------------- | ---------------- | ------ | - | - | - | ----- | - |
| Gold                                                       | UdSSR            | 4      | 4 | 0 | 0 | 34:10 | 8 |
| Silber                                                     | Tschechoslowakei | 4      | 1 | 2 | 1 | 10:11 | 4 |
| Bronze                                                     | Schweden [1]     | 4      | 1 | 1 | 2 | 09:15 | 3 |
| 4.                                                         | Finnland [1]     | 4      | 1 | 1 | 2 | 08:17 | 3 |
| 5.                                                         | Polen            | 4      | 0 | 1 | 3 | 05:13 | 1 |
| [1] über die Platzierung entschied das Spiel gegeneinander |                  |        |   |   |   |       |   |

## Die besten Spieler
Die besten Spieler des Turniers:
| Torwart     | Walery Kosyl    |
| Verteidiger | Oldřich Machač  |
| Stürmer     | Wladimir Petrow |

Der beste Scorer wurde ebenfalls Wladimir Petrow mit 12 Punkten (5 Tore, 7 Vorlagen).